# Phycodurus eques
Hippocampe feuille, Dragon de mer feuillu
Genre
Espèce
Statut de conservation UICN

 LC  : Préoccupation mineure
L'hippocampe feuille ou dragon de mer feuillu (Phycodurus eques) est une espèce de poissons marins apparentée à l'hippocampe, originaire du sud des côtes australiennes où il est protégé. C'est le seul représentant du genre Phycodurus.

## Répartition géographique
L'hippocampe feuille est présent près des côtes du sud et de l'ouest de l'Australie, généralement dans des eaux tempérées peu profondes.

## Morphologie

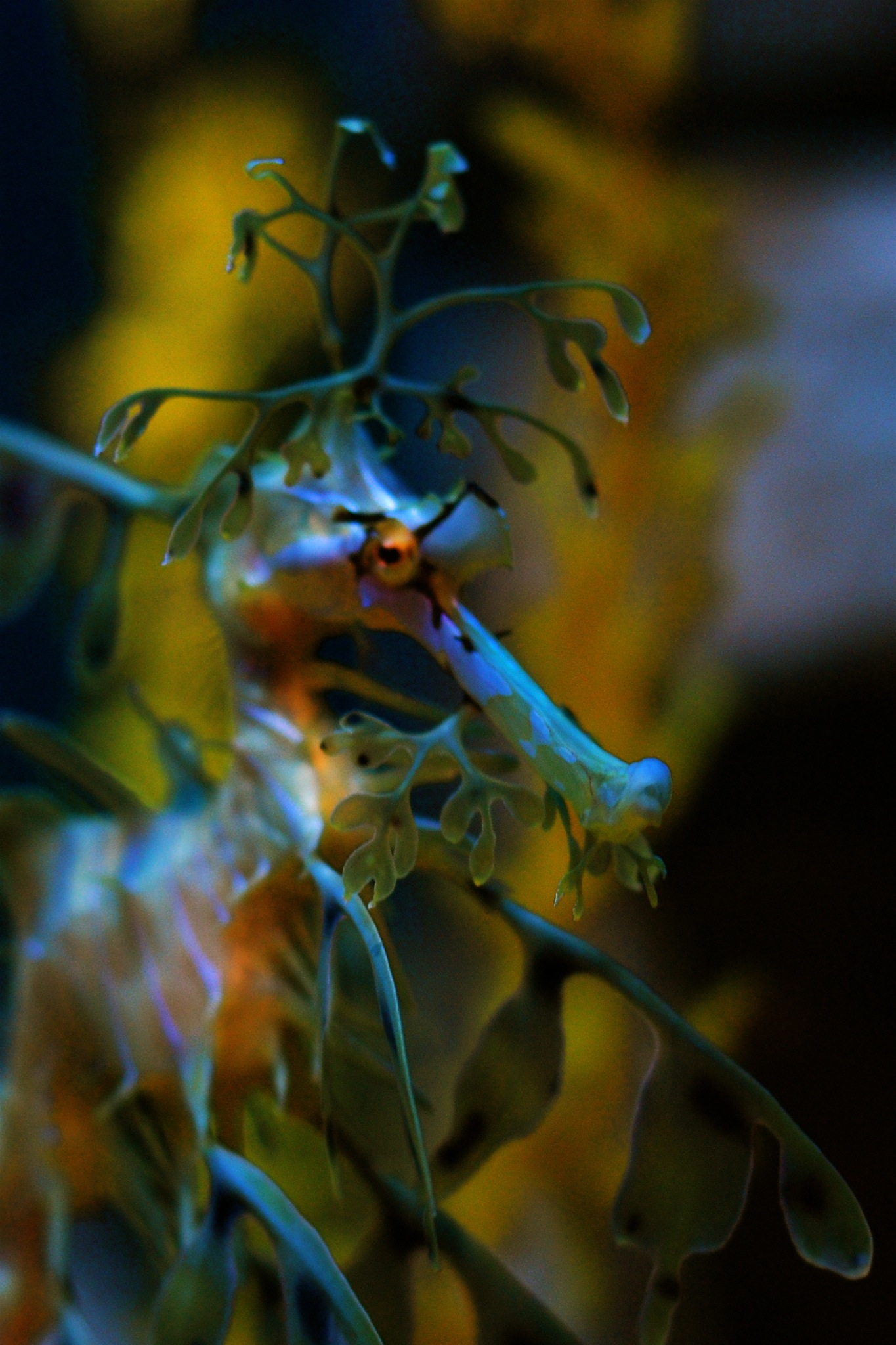
Détail de la tête.

Son nom provient de son apparence : il possède de longues protubérances squameuses en forme de feuilles présentes sur tout le corps. Ces protubérances semblables aux feuilles des sargasses (des algues brunes fréquentes dans son milieu) ne servent pas à la propulsion mais à le camoufler. Le dragon des mers feuillu se propulse au moyen d'appendices rayonnés : une paire de nageoires pectorales sur le dessus de son cou, et une nageoire dorsale, plus près de l'extrémité de sa queue. Ces petites nageoires sont presque entièrement transparentes et difficiles à voir tant elles ondulent rapidement, participant à l'illusion d'une algue ondoyante. Pour se fondre dans son environnement, il peut également changer de couleur, mais cette capacité varie selon l'alimentation de l'hippocampe feuillu, l'âge, le lieu et le niveau de stress. Il peut être de couleur verte, jaune ou même rouge.
Les deux dénominations d'hippocampe ou de dragon feuillu, dérivent de sa ressemblance avec ces créatures mythiques, l'une issue de la mythologie gréco-romaine, l'autre de la mythologie chinoise. Il est légèrement plus grand que la plupart des hippocampes, les plus gros spécimens observés avoisinant les 45 centimètres. Le dragon des mers feuillu a un long bec car il s'alimente de très petites proies (essentiellement des crevettes et des alevins) et de petites nageoires qui, sans son camouflage, en feraient une proie facile pour ses prédateurs.
Le dragon de mer feuillu est lié aux syngnathes et appartient à la famille des Syngnathidés, comprenant les hippocampes. Il diffère de l'hippocampe dans l'apparence, la forme de locomotion, et son incapacité à saisir des tiges avec sa queue. Une espèce parente est le dragon de mer phylloptère, qui est plus petit que le dragon des mers feuillu mais plus vivement coloré.

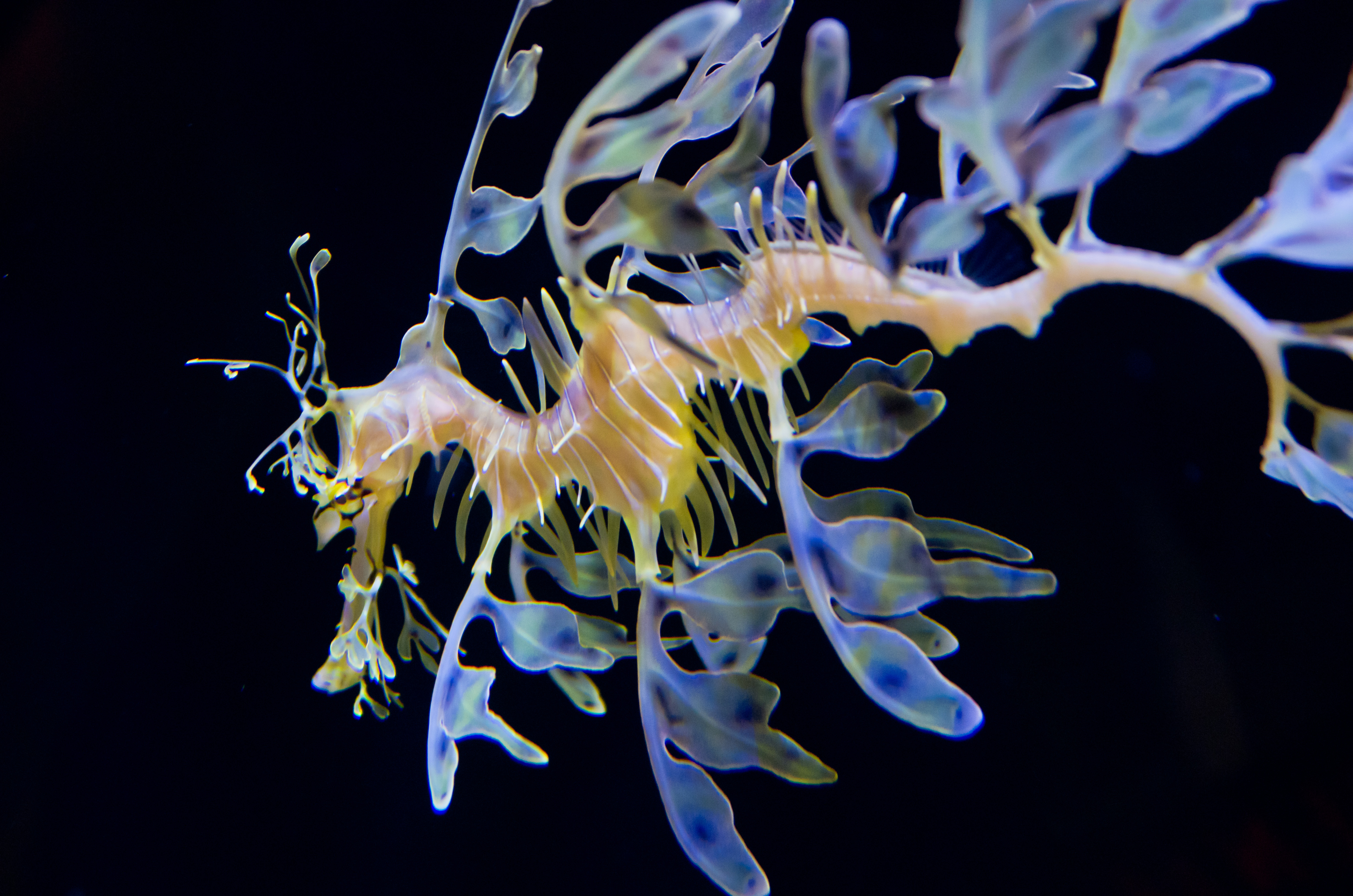
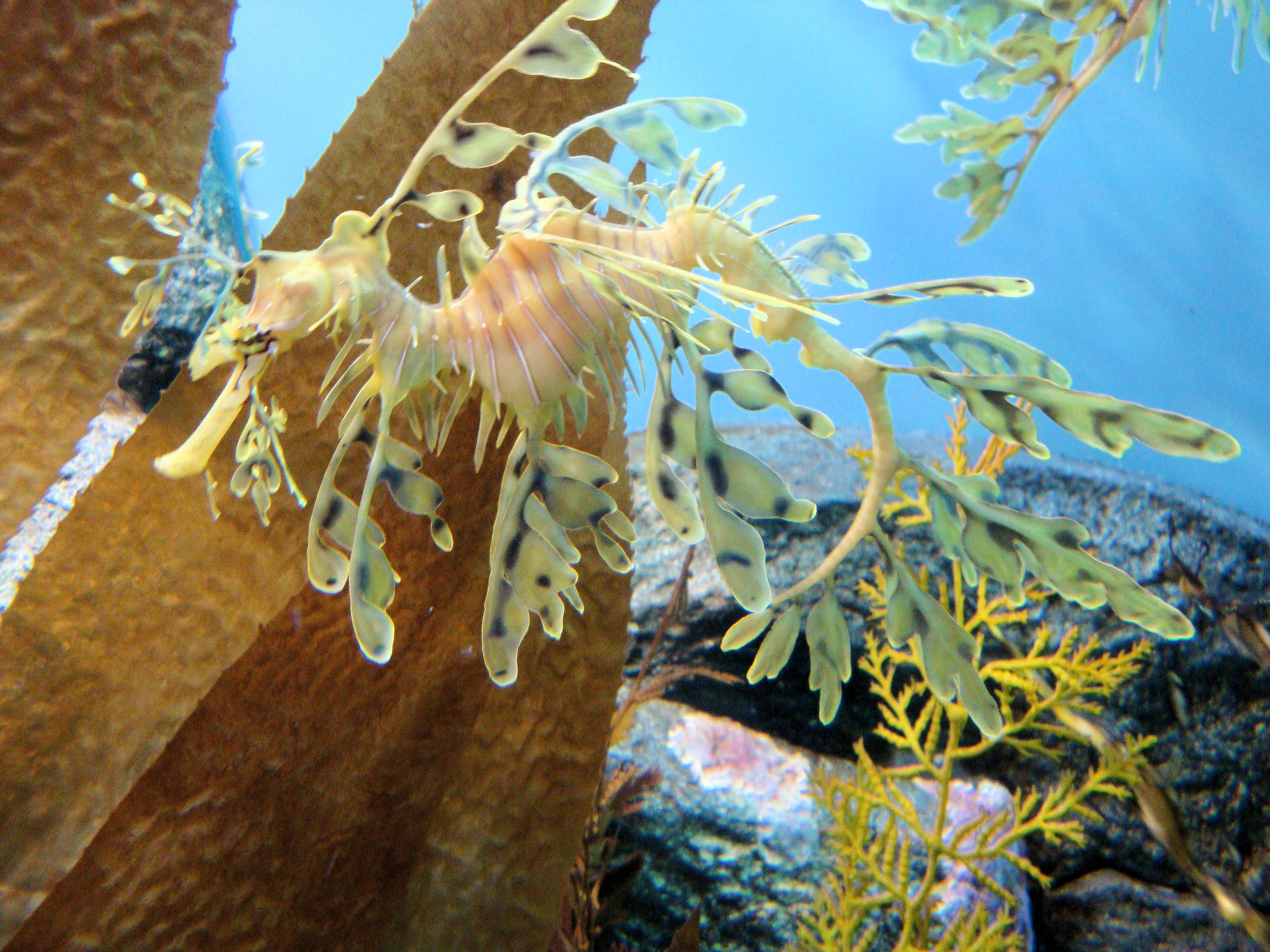
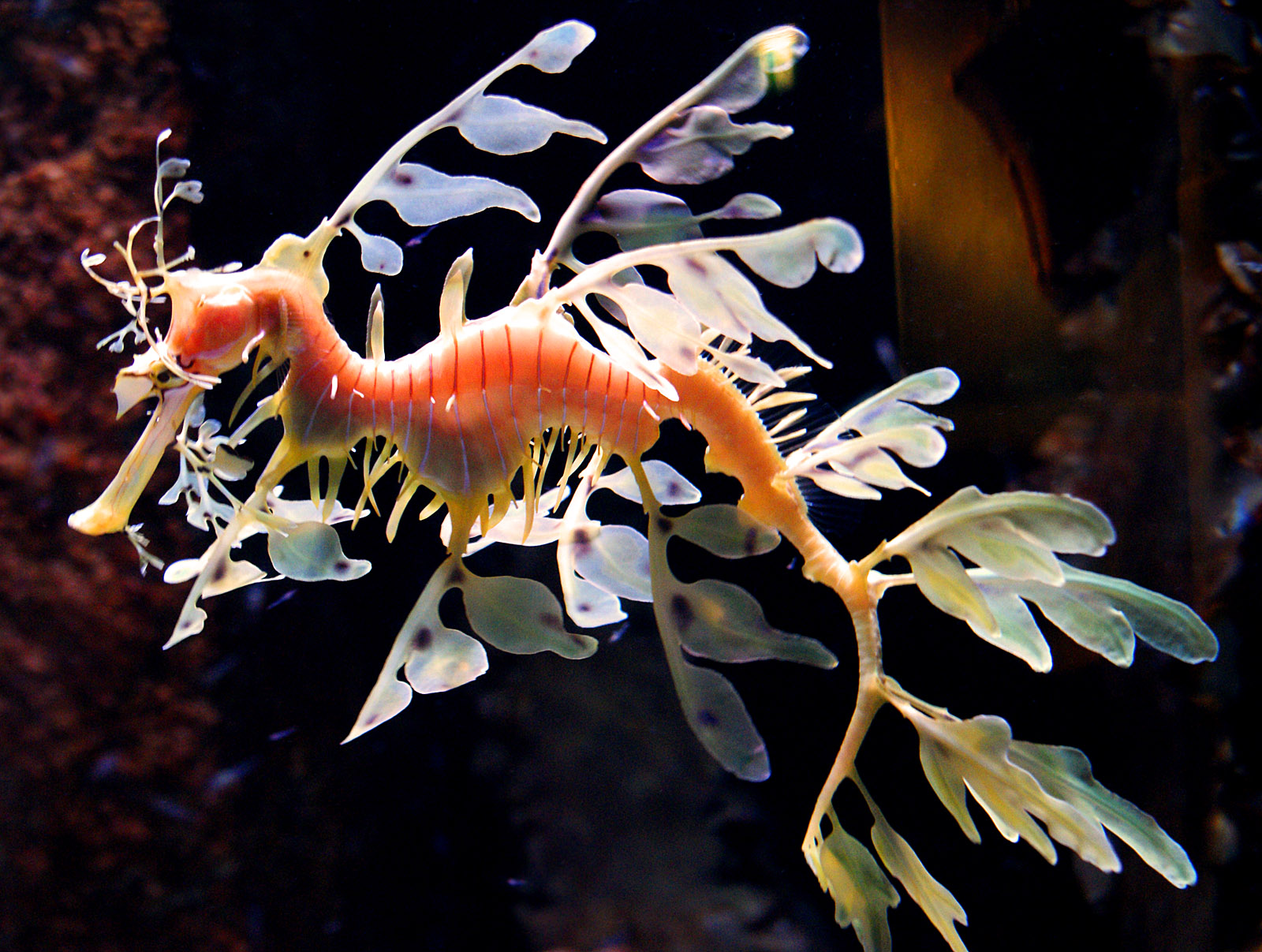
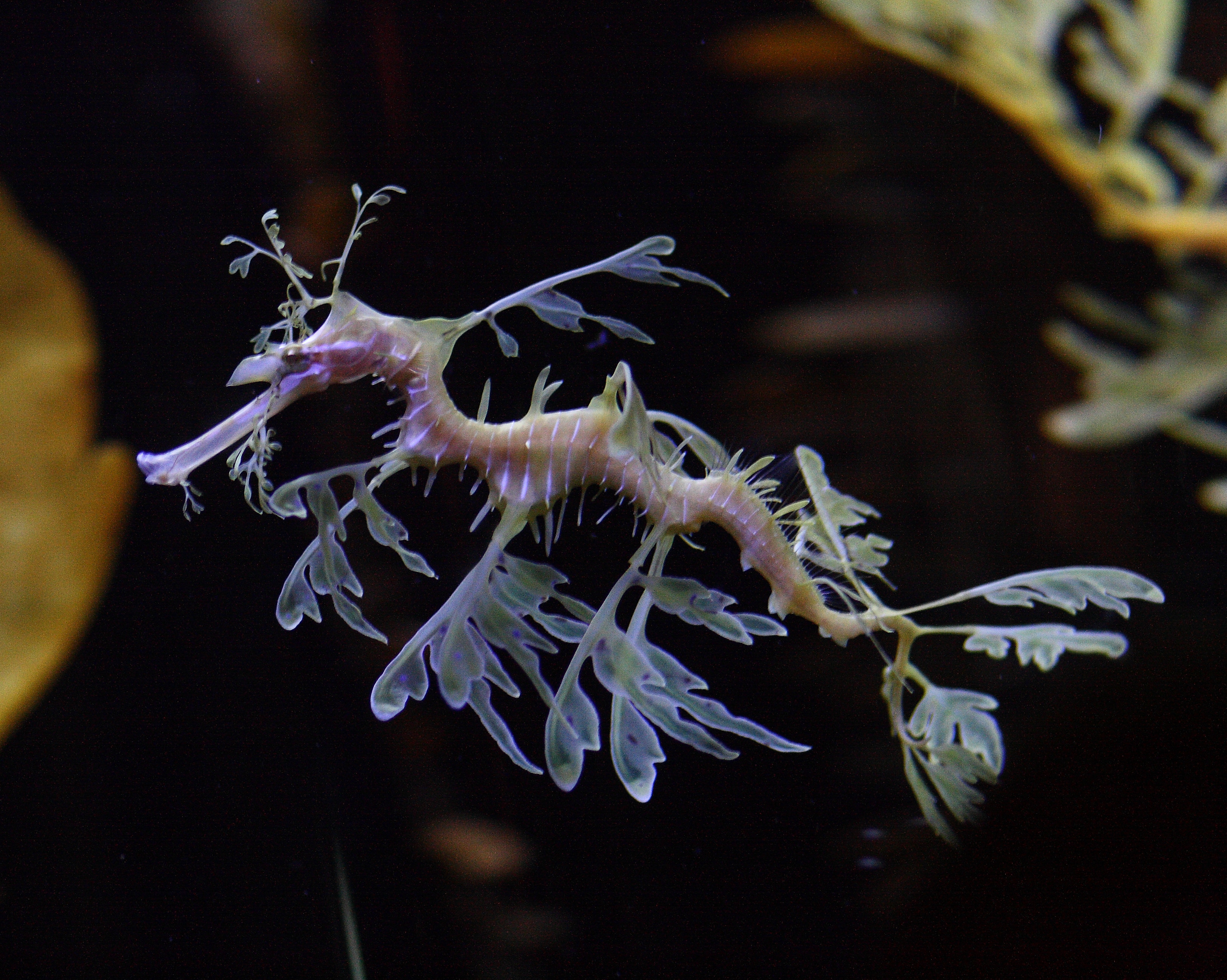
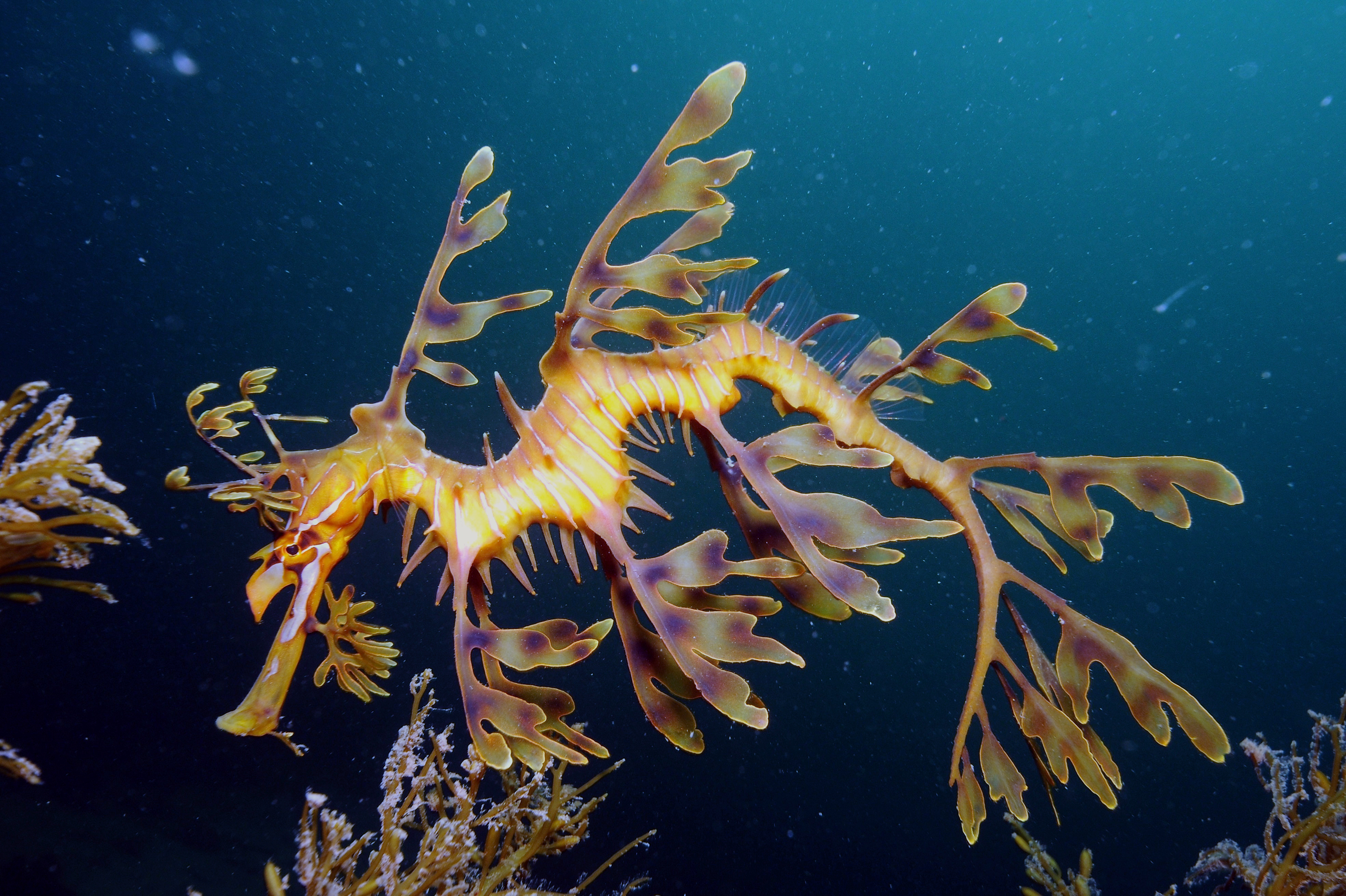
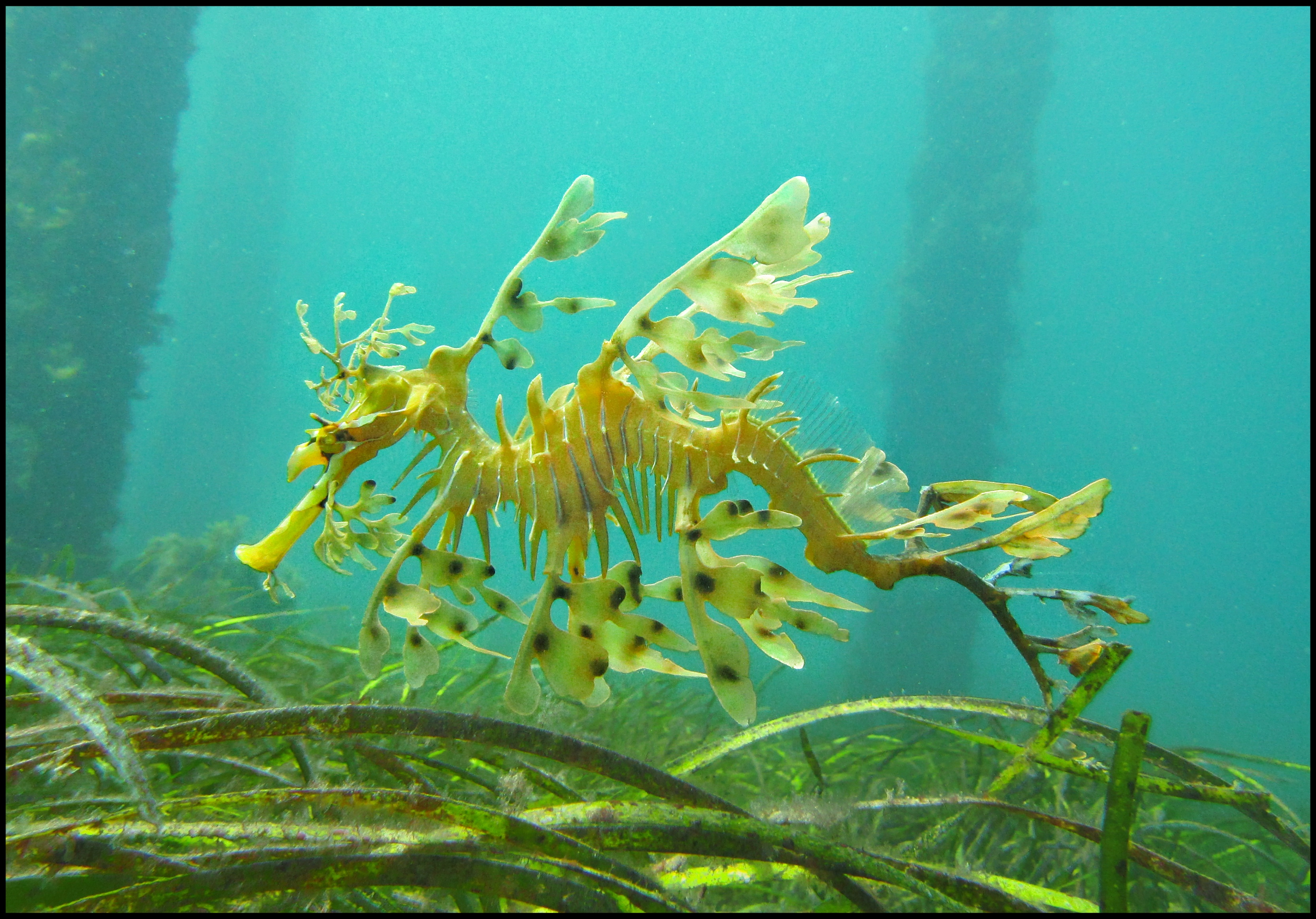

## Comportement
Il aime les bouquets d'algues où, à l'abri des prédateurs, il guette ses proies ; il se nourrit principalement de plancton et de crustacés, y compris des mysides, mais son régime alimentaire comprend également des petits poissons. Grâce à son aspect foliacé vert et jaune, il se fond dans le varech. Ainsi, vigilant et invisible, il peut vivre jusqu'à l'âge de 8 ans. Les dragons des mers feuillus n'ont pas de dents, mais une bouche protractile.

## Reproduction

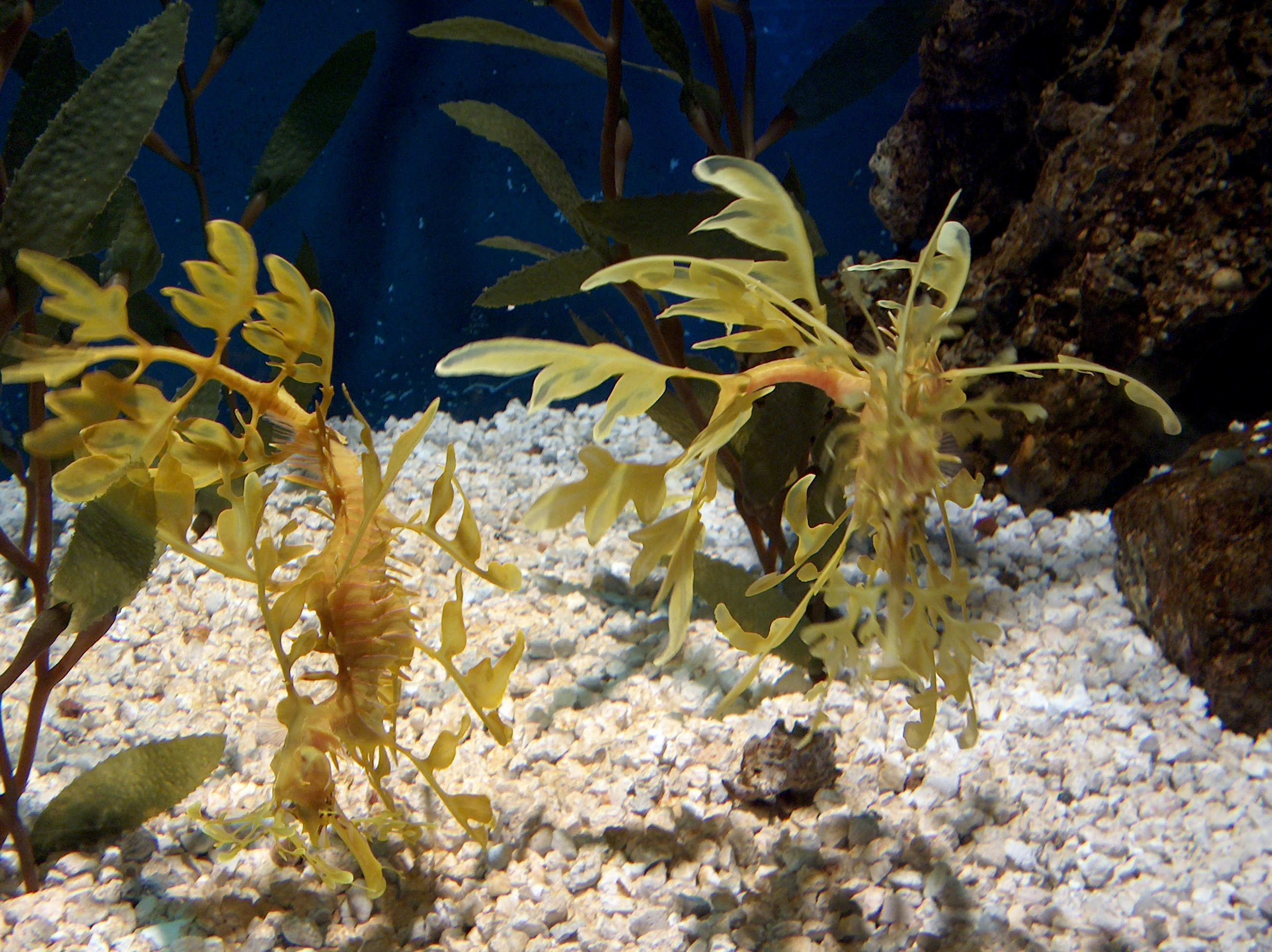
Un couple en captivité.

Comme pour les autres hippocampes, le dragon des mers feuillu mâle s'occupe des 250 œufs rose vif pondus par la femelle qui les colle sur la queue du mâle via un long ovipositeur. Les œufs sont collés sur la plaque incubatrice du mâle, qui les oxygène. Il faut un total de neuf semaines pour que les œufs éclosent, selon les caractéristiques de l'eau (notamment la température). Les œufs virent couleur pourpre ou orange au cours de cette période, après quoi le mâle frissonne jusqu'à ce que les alevins éclosent, un processus qui se déroule dans les 24-48 heures suivantes. Le mâle aide les bébés à sortir en agitant sa queue, et en la frottant contre des algues et des rochers. Une fois né, l'alevin d'hippocampe feuillu est immédiatement indépendant : il s'alimente du petit zooplancton jusqu'à ce qu'il soit suffisamment grand pour chasser des mysides. Si 95 % des œufs éclosent, seulement 5 % des  alevins parviennent à l'âge adulte. Il faut environ 28 mois à l'hippocampe feuillu pour atteindre sa maturité sexuelle.

## Mouvements
L'hippocampe feuillu utilise ses nageoires pectorales situées sur les côtés de sa tête pour s'orienter et pour tourner. Sa peau est épaisse et ses excroissances limitent sa mobilité.
Des hippocampes feuillus solitaires ont été observés au même emplacement durant de longues périodes (jusqu'à 68 heures). Mais il arrive qu'ils se déplacent sans s'arrêter pendant plusieurs heures, atteignant une vitesse allant jusqu'à 150 mètres par heure.

## Menaces
Les dragons de mer feuillus sont soumis à de nombreuses menaces, à la fois naturelles et anthropiques. Ils sont capturés par les collectionneurs et utilisés en médecine alternative. Ils sont vulnérables dans la période qui suit leur naissance car ce sont des nageurs très lents, ce qui réduit leur chance d'échapper à un prédateur. Après les tempêtes, les hippocampes feuille se retrouvant parfois éloignés de leur territoire car ils ne peuvent pas enrouler leur queue autour d'un support et sont donc à la merci des courants forts.
Comme les récifs coralliens d'Australie, les hippocampes feuillus sont menacés par la pollution industrielle et le ruissellement des pesticides, ainsi que la collecte par les plongeurs irrespectueux, travaillant parfois pour des trafiquants d'espèces rares et protégées, malgré la vigilance des autorités australiennes.

## Habitat

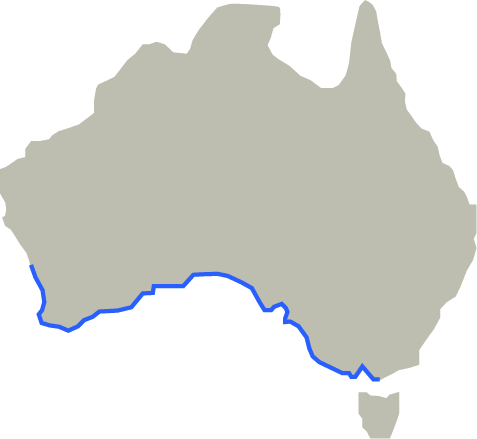
Aire de répartition.

Le dragon de mer feuillu se trouve principalement dans les eaux de l'Australie de l'Île Kangourou, sur la rive sud de la baie Jurien et sur la rive occidentale. On pensait qu'ils étaient sédentaires, cependant, des recherches plus approfondies ont montré que le dragon des mers voyage en fait à plusieurs centaines de mètres de son habitat, pour retourner au même endroit à l'aide d'un fort sens de l'orientation. On les trouve principalement autour des massifs de sable dans les eaux jusqu'à 50 m de profondeur, en se cachant parmi les rochers et les herbes marines.

## En captivité

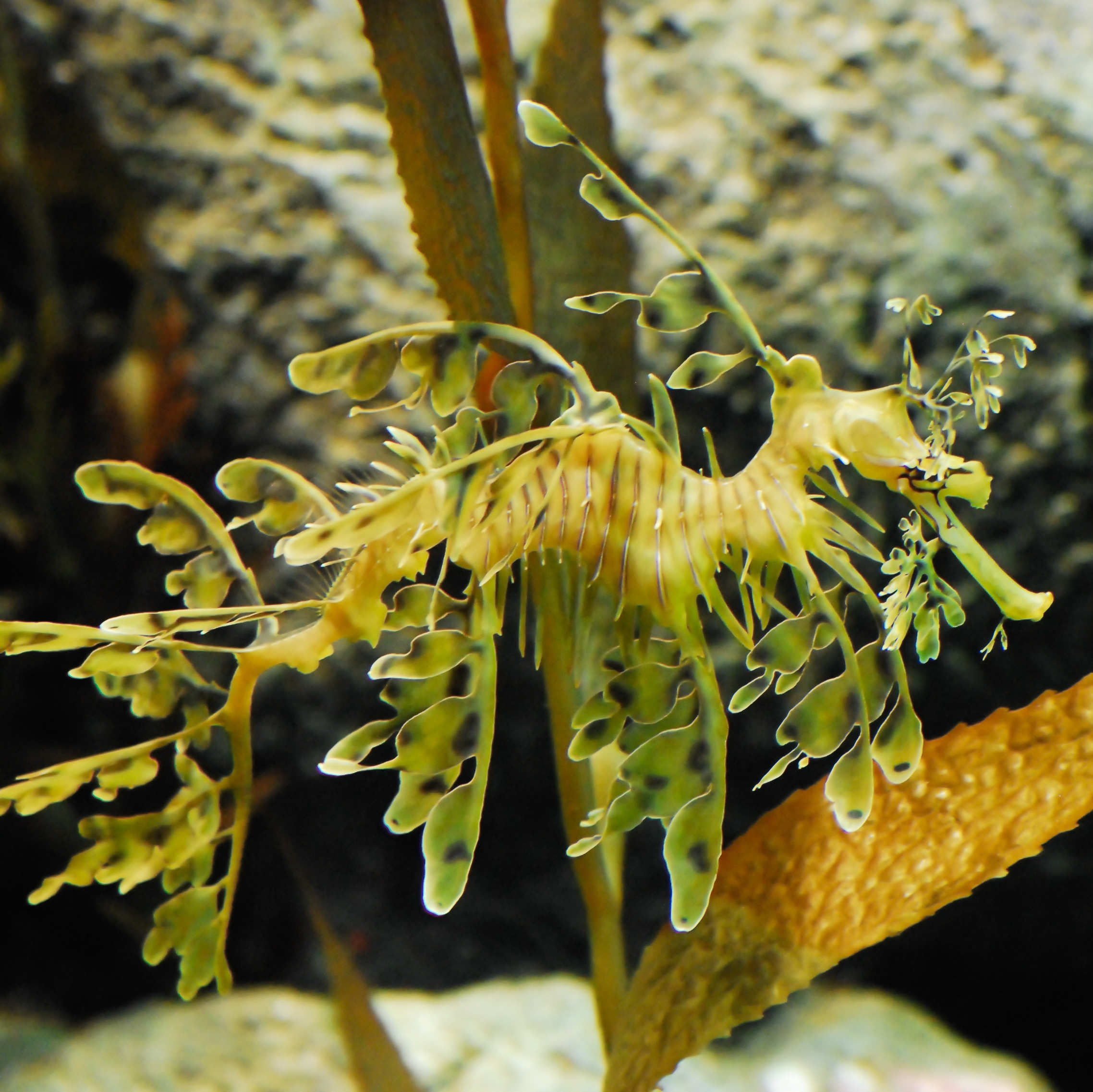
Un dragon des mers feuillu à l'Aquarium de la baie de Monterey.

En raison de sa protection par la loi, l'obtention de dragons de mer est souvent un processus coûteux et difficile car les individus doivent provenir d'élevages et les exportateurs doivent prouver que leurs géniteurs ont été capturés avant la mise en place des restrictions ou qu'ils ont un permis de collecte. À ce jour, aucun programme d'élevage en captivité n'est parvenu à les reproduire (en récupérant une génération de dragons des mers maintenu en captivité pour se reproduire). Les dragons des mers ont un niveau spécifique de protection en vertu de la législation fédérale de la pêche, ainsi que dans la plupart des États d'Australie où ils habitent.
Ils sont très fragiles et vulnérables en dehors de leur habitat naturel. La réussite de leur maintien en captivité relève en grande partie du secteur public, nécessitant un financement et des connaissances qui ne sont pas disponibles chez les aquariophiles amateurs.

## Dans la culture
Le dragon de mer feuillu est l'emblème marin officiel de l'État d'Australie-Méridionale. Le festival Leafy Sea Dragon est organisé par le Conseil du district de Yankalilla. C'est un festival de l'environnement, des arts et de la culture du sud de la péninsule Fleurieu, avec le thème de la célébration du dragon des mers feuillu. La fête inaugurale, en 2005, a attiré plus de 7 000 participants et visiteurs.

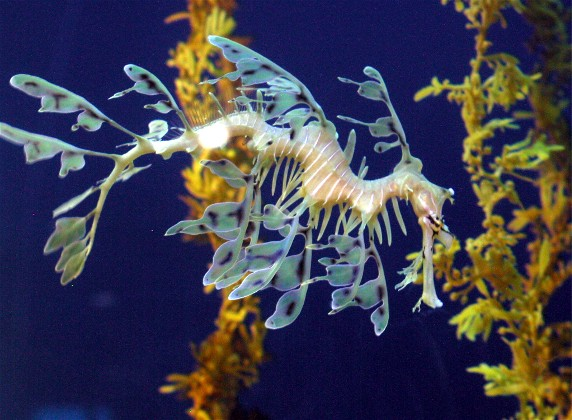
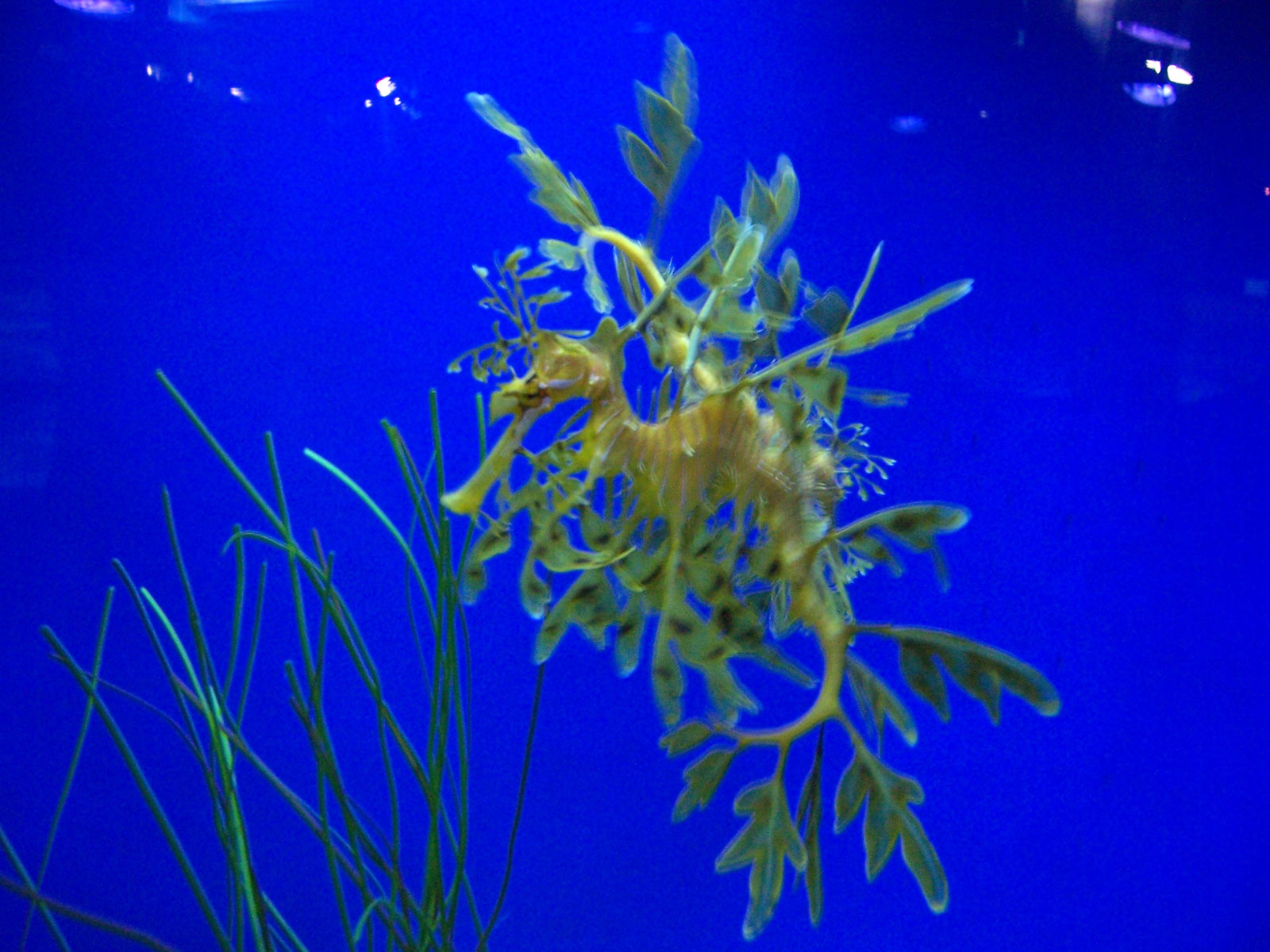
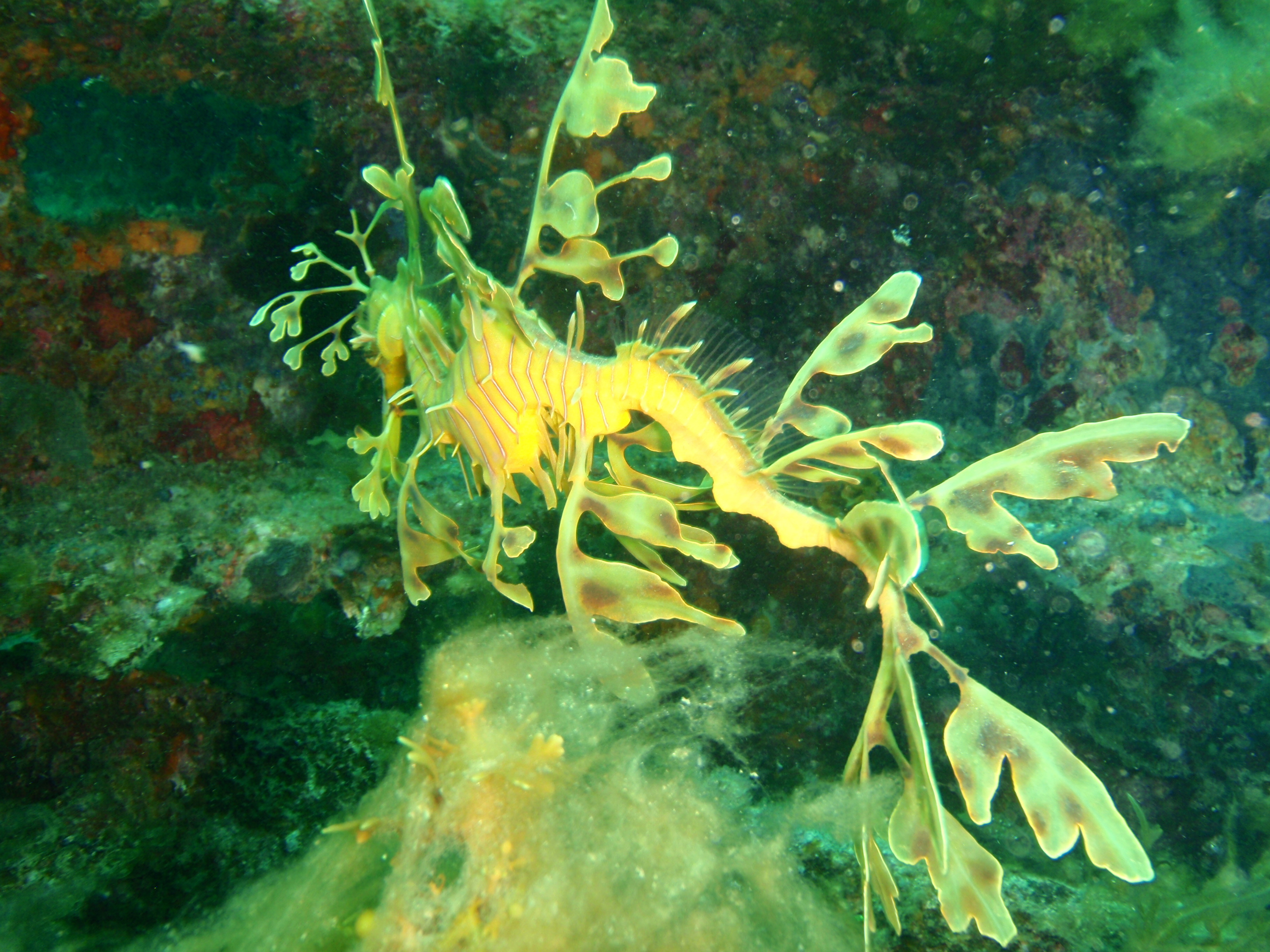
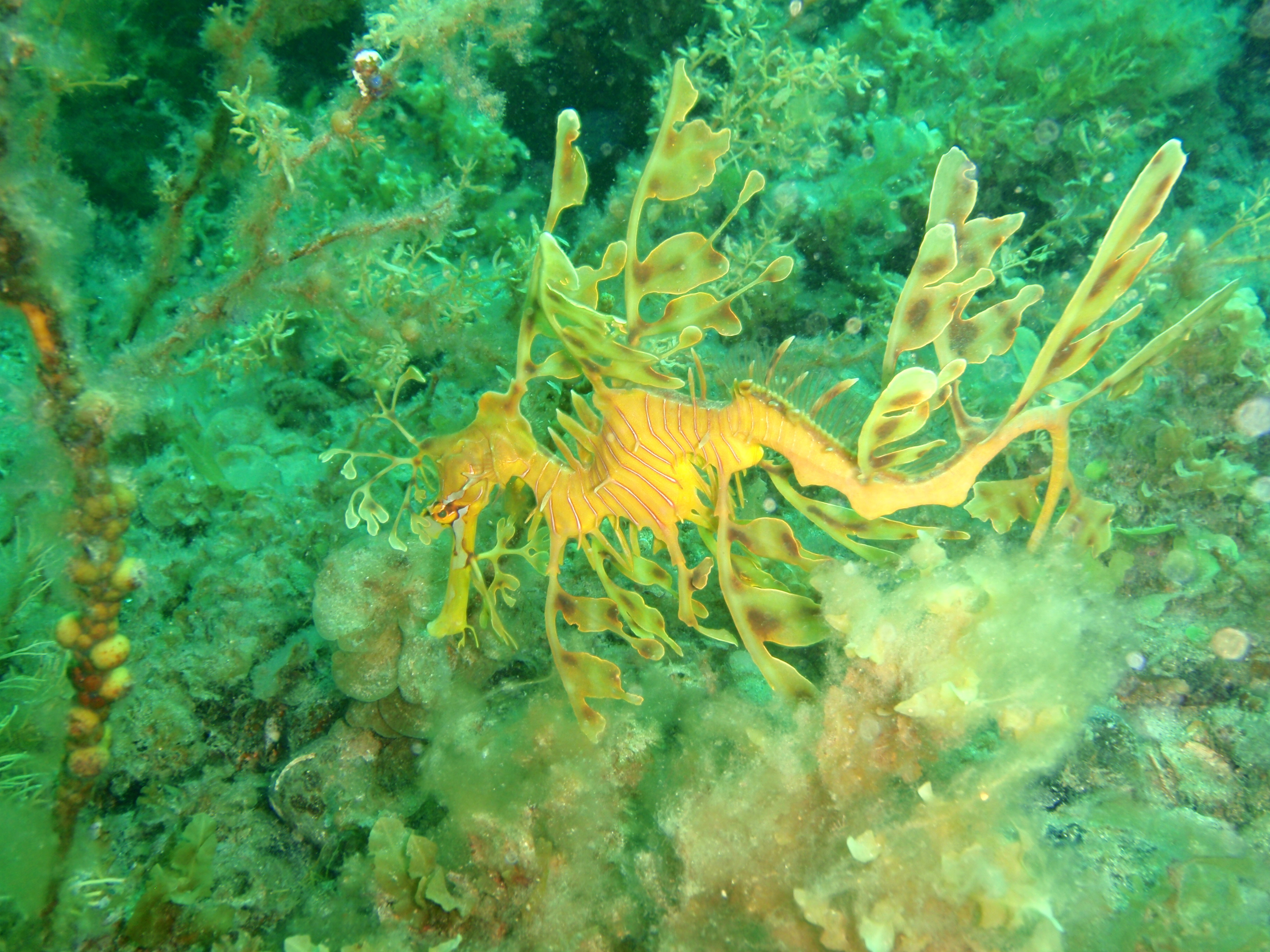
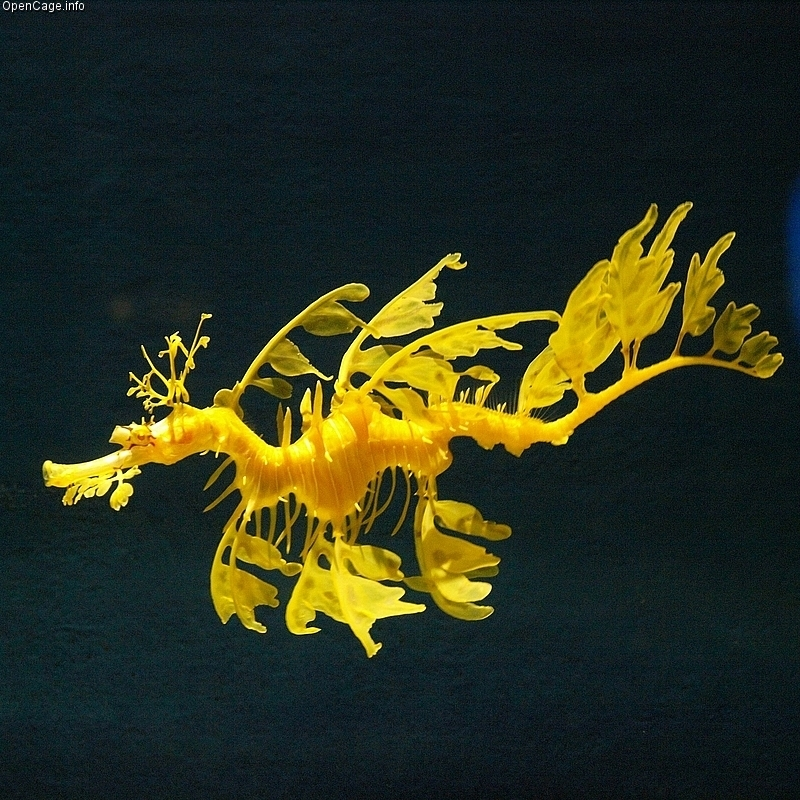
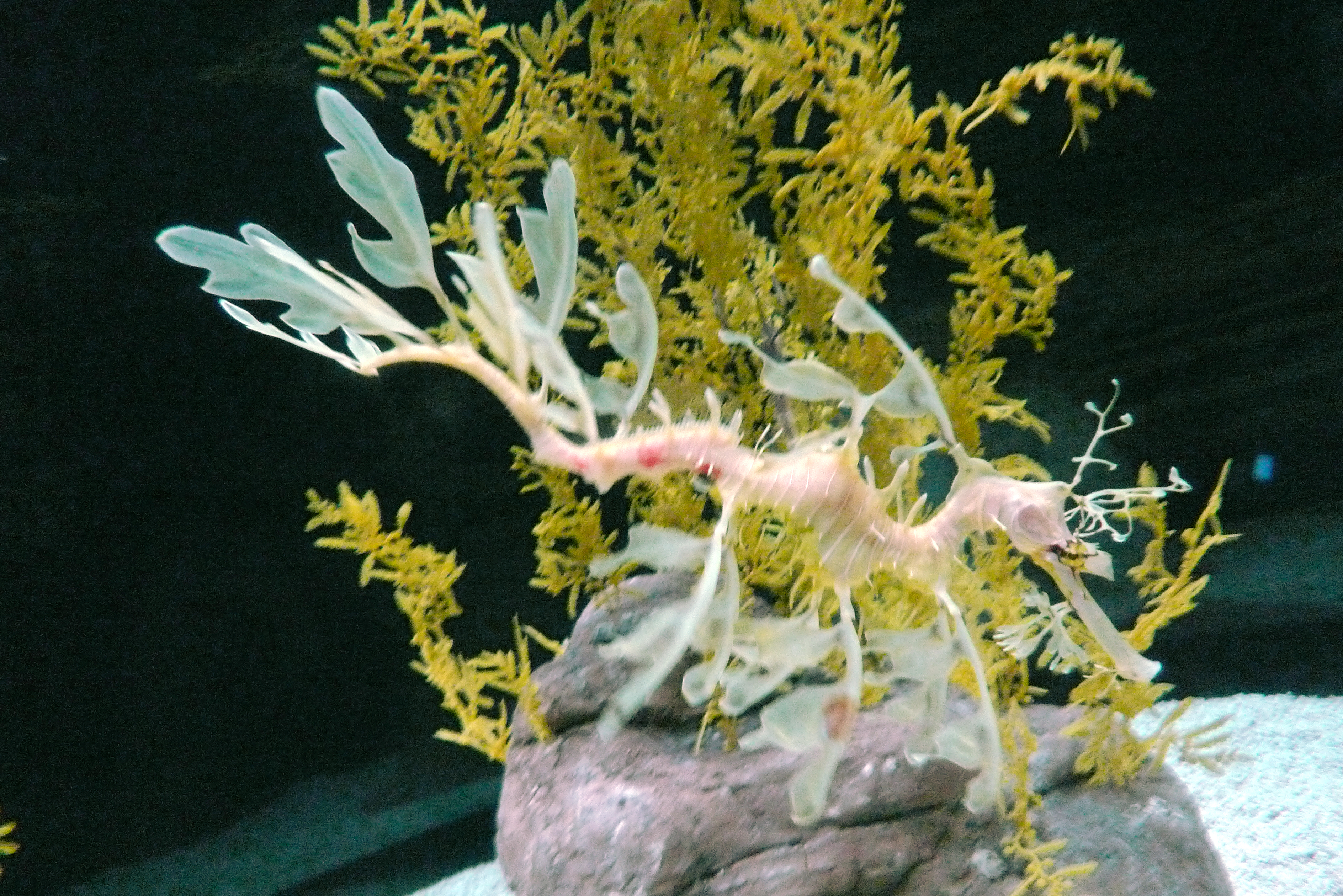